# اریک لیندروث
اریک لیندروث (انگلیسی: Eric Lindroth؛ ۱۲ سپتامبر ۱۹۵۱ – ۱۷ ژوئن ۲۰۱۹) ورزشکار واترپلو اهل ایالات متحده آمریکا بود.
وی در مسابقات کشوری و بین‌المللی در مجموع برندهٔ ۱ مدال برنز شده‌است.